# 洛皮

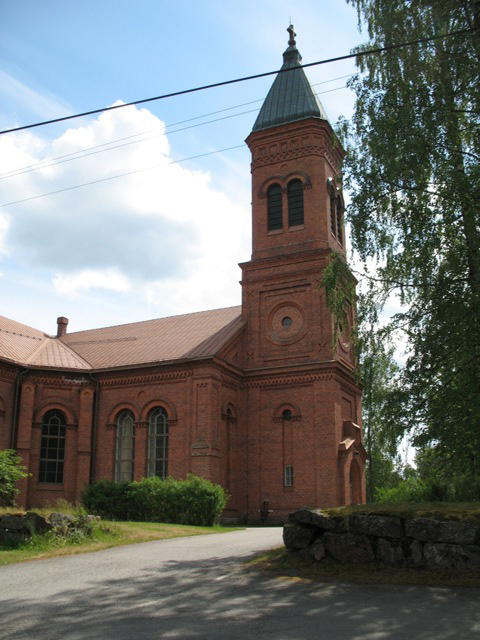
洛皮教堂

洛皮（芬蘭語：Loppi）是芬蘭南部坎塔海梅區的市鎮，距離里希邁基40公里，始建於1632年，面積656平方公里，2013年人口8,393，人口密度為每平方公里14.04人。

## 外部連結
- 官方网站  （文）
- Suomen Urheiluilmailuopisto （页面存档备份，存于） （文）